# Une famille du tonnerre
Une famille du tonnerre (George Lopez) est une série télévisée américaine en 120 épisodes de 22 minutes créée par Robert Borden, Bruce Helford et George Lopez et diffusée du 27 mars 2002 au 8 mai 2007 sur le réseau ABC.
En France, la série a été diffusée à partir du 14 mai 2007 sur TF6. Les quatre saisons suivantes resteront inédites sur l'antenne de la chaîne. 

## Synopsis
Cette série met en scène la vie de George Lopez (interprété par lui-même) qui a vu sa vie devenir soudain plus compliquée lorsqu'il a été promu au poste de superviseur, dans une usine de construction aéronautique à Los Angeles.

## Distribution

### Acteurs principaux
- George Lopez (VF : Jean Roche) : lui-même
- Constance Marie (VF : Catherine Hamilty) : Angie Lopez
- Masiela Lusha (VF : Solène Davan-Soulas) : Carmen Lopez
- Belita Moreno (VF : Danielle Durou) : Benny Lopez
- Luis Armand Garcia (VF : Brigitte Lecordier) : Max Lopez
- Valente Rodriguez (en) (VF : Jérémy Prévost) : Ernesto « Ernie » Cardenas
- Emiliano Díez (VF : Philippe Catoire) : Vic Palermo

### Acteurs secondaires
- Jack Blessing (VF : Antoine Tomé) : Jack Powers (saison 1)
- Dagney Kerr (VF : Stéphanie Vadrot) : Claudia (saison 1)
- Sandra Bullock (VF : Françoise Cadol) : Amy (saison 1)
- Mel Rodriguez (VF : Éric Missoffe) : Frank (saison 1)
- Mark Tymchynshyn (VF : Christian Peythieu) : Mel Powers (saison 2)
- Carl Anthony Payne II (VF : Philippe Bozo) : Curtis (saison 2)
- Tonantzin Esparza (VF : Valérie Siclay) : Marisol (saison 2)

- Version française
  - Société de doublage : Nice Fellow[3]
  - Direction artistique : Pierre Valmy (saison 1)[3] et Vincent Violette (saisons 2 à 6)[3]
  - Adaptation des dialogues : Christine Bonnet, Esther Rauly et Pierre Fourcaut[3]

Sources VF : Doublage Séries Database